# Wilhelm Wolff (Publizist)

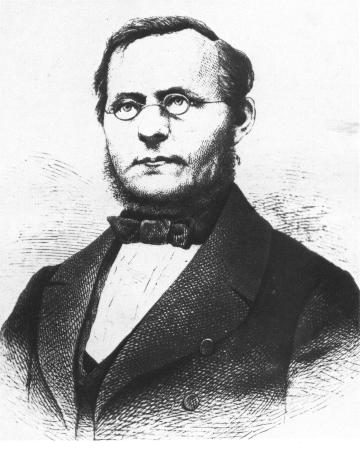
Wilhelm Wolff

Johann Friedrich Wilhelm Wolff , genannt Lupus, (* 21. Juni 1809 in Tarnau (Tarnawa), Kreis Schweidnitz; † 9. Mai 1864 in Manchester, England) war ein Privatlehrer, Publizist, Politiker und enger Weggefährte von Karl Marx und Friedrich Engels. Mit ihnen zusammen war er Mitbegründer des Bundes der Kommunisten, der ersten internationalen sozialistischen Vereinigung.

## Leben
Als Sohn eines schlesischen Kleinbauern wurde Wilhelm Wolff schon in seiner Jugend mit dem damals noch feudal geprägten Abhängigkeitsverhältnis zwischen den dortigen „Junkern“ und den ländlichen Unterschichten konfrontiert. Das Erlebnis der hieraus erwachsenden sozialen Konflikte wurde zum prägenden Einfluss auf sein späteres Leben und bestimmte auch die Grundhaltung vieler seiner Publikationen. Nach dem Besuch des Gymnasiums in Schweidnitz studierte Wolff Klassische Philologie an der Friedrich-Wilhelms-Universität in Breslau. Er konnte sein Studium jedoch nicht beenden, da er 1834 im Zuge der wieder einsetzenden „Demagogenverfolgungen“ wegen Mitgliedschaft in der Alten Breslauer Burschenschaft der Raczeks, angeblicher Verletzung des Pressegesetzes und Majestätsbeleidigung verhaftet wurde und eine langjährige Untersuchungshaft in verschiedenen Gefängnissen erdulden musste, bevor man ihn schließlich zu Festungshaft auf der Festung Silberberg verurteilte. Einer seiner damaligen Mitgefangenen in Silberberg war der Schriftsteller Fritz Reuter. In der Artikelserie „Wilhelm Wolff“ (1876) hob später Friedrich Engels „die feuchten Kasematten und bitterkalten Winter“ in dem „alten Felsennest“ hervor, die seinem Freund auch den Beinamen „Kasematten-Wolff“ verliehen hätten. Wolffs Gesundheit litt dort so stark, dass ihm schließlich die Begnadigung gewährt wurde.
Seine Entlassung aus der Festungshaft erfolgte zum 30. Juli 1838. In den folgenden Jahren schlug er sich mühselig als Privatlehrer durch. Einer abermals drohenden Verhaftung wegen Pressevergehens Anfang 1846 entzog er sich durch Flucht nach London und später nach Brüssel. Hier wurde er mit Karl Marx und Friedrich Engels bekannt. Er arbeitete als Korrespondent der Deutsche-Brüsseler-Zeitung, war aktiv in den Kommunistischen Korrespondenz-Komitees, trat als Redner im deutschen Arbeiterverein auf und zählte zu den Gründungsmitgliedern des Bundes der Kommunisten. Nach der französischen Februarrevolution des Jahres 1848 wurde Wolff aus Belgien nach Frankreich abgeschoben. Von dort kehrte er nach Schlesien zurück und unterstützte die Wahl radikaler Kandidaten für das Frankfurter Parlament. Als Redakteur der Neuen Rheinischen Zeitung (NRhZ) betreute er u. a. die Rubrik „Aus dem Reich“ – Nachrichten aus den deutschen Kleinstaaten. Während des Belagerungszustandes in Köln vom 25. September bis 4. Oktober 1848 wurde Wolff steckbrieflich wegen „Komplotts“ gesucht und flüchtete zuerst nach Bad Dürkheim in der Pfalz. Später lebte er einige Monate in Köln im Untergrund, bis der Prozess gegen ihn eingestellt wurde.
Am 19. Mai 1849 wurde die Neue Rheinische Zeitung verboten; die berühmte letzte, rotgedruckte Nummer konnte gerade eben noch erscheinen. Wie die meisten ihrer Redakteure, flüchtete auch Wilhelm Wolff aus Köln und Preußen nach Frankfurt am Main. Hier hatte sich unterdessen eine Entscheidung im Konflikt über die Reichsverfassung angebahnt. Die preußische Regierung hatte einen Befehl erlassen, wonach die preußischen Abgeordneten aus Frankfurt abberufen wurden. Diesem Befehl wurde von der Mehrzahl der bürgerlichen, zumeist liberalen und konservativen Parlamentarier Folge geleistet. Wolff wurde daraufhin von den verbliebenen linken und demokratischen Gruppierungen aufgrund eines „alten Breslauer Mandats“ zum „Stellvertreter“ des abgereisten liberalen Abgeordneten Gustav Adolf Harald Stenzel ernannt und gehörte der Nationalversammlung vom 21. Mai 1849 bis zum 18. Juni 1849 selbst an. In dieser Funktion bezeichnete Wolff die Mitglieder der Reichsregierung und den Reichsverweser mehrfach als Volksverräter, forderte, sie für vogelfrei zu erklären, und von der Versammlung, sich offen auf den Boden der revolutionären Gewalt zu stellen. Innerhalb des Parlaments gehörte Wolff nicht zuletzt aufgrund dieser politischen Positionen zur Fraktion Donnersberg, die der radikalen Linken zuzuordnen war.
Im Anschluss an die Flucht der Nationalversammlung nach Stuttgart und der schließlichen Auflösung des dortigen Rumpfparlaments am 18. Juni 1849 durch württembergische Truppen ging Wolff nach Baden; später emigrierte er wie viele andere Flüchtlinge in die Schweiz. Dort ließ er sich in Zürich nieder und arbeitete wiederum als Privatlehrer. Bald jedoch trug er sich aufgrund vermehrter Aktivitäten des Schweizer Bundesrates gegen die Anwesenheit der deutschen Flüchtlinge mit dem Gedanken, wie die große Mehrzahl der Oppositionellen nach Amerika auszuwandern. Im Juni 1851 reiste er nach London, wo er viel mit Marx und Engels verkehrte und sich letztendlich zum Bleiben entschloss. Von September 1853 an bis zu seinem Tod lebte Wilhelm Wolff in bescheidenen Verhältnissen als Privatlehrer in Manchester, wobei er weiterhin enge Kontakte zu seinen alten Mitstreitern wie Friedrich Engels unterhielt. Wolff wurde auf dem Ardwick Cemetery in Manchester begraben. Seine Freunde informierten die Öffentlichkeit von seinem Ableben. „Todes-Anzeige. Am 9. Mai d.J. starb zu Manchester an den Folgen eines Schlagflusses im beinahe vollendeten 55. Lebensjahr Wilhelm Wolff aus Tarnau bei Schweidnitz in Schlesien, in den Jahren 1848 und 1849 Redakteur der ‚Neuen Rheinischen Zeitung‘ in Köln und Mitglied der deutschen Nationalversammlung in Frankfurt und Stuttgart, seit 1853 Privatlehrer in Manchester. Manchester, 13. Mai 1864. Karl Marx. Friedrich Engels. Ernst Dronke. Dr. med. Louis Borchardt. Dr. med. Eduard Gumpert.“
Wolffs Artikel „Das Elend und der Aufruhr in Schlesien“ (1844) diente Gerhart Hauptmann zur politischen und sozialgeschichtlichen Orientierung bei der Gestaltung seines naturalistischen Dramas „Die Weber“. Karl Marx widmete seinem „unvergeßlichen Freunde, dem kühnen, treuen, edlen Vorkämpfer des Proletariats“, Wilhelm Wolff, den ersten Band seines Hauptwerkes Das Kapital (Hamburg: Verlag von Otto Meissner 1867).
In Berlin ist die Wilhelm-Wolff-Straße nach ihm benannt.

## Werke
- † *: Aus Schlesien. In: Das Westphälische Dampfboot. Bielefeld Februar 1845, S. 89–94.Digitalisat
- F.: Herr Pelz: In: Das Westphälische Dampfboot. Bielefeld Juli 1845, S. 419–424.Digitalisat
- Das Elend und der Aufruhr in Schlesien. In: Deutsches Bürgerbuch, C. W. Leske, Darmstadt 1845, S. 174–199
- Gesammelte Schriften. Nebst einer Biographie Wolffs von Friedrich Engels. Mit Einleitung und Anmerkungen. Hrsg. von Franz Mehring. Jubiläums-Ausgabe. Buchhandlung Vorwärts, Berlin 1909 (= Sozialistische Neudrucke III)
- Erwin Reiche (Hrsg.): Der Kasematten-Wolff. Schriften von Wilhelm Wolff und sein Lebensbild von Friedrich Engels. Thüringer Volksverlag, Weimar 1950 (Werden u. Wirken. Verkannte u. Vergessene)
- Verband der Deutschen Presse (Hrsg.): Das Elend und der Aufruhr in Schlesien. Wilhelm Wolff. Die Kasematten. Auch eine Milliarde. Tribüne, Berlin 1952 (Schriftenreihe für journalistische Schulung 1)
- K. Skonietzki: Ein unbekannter Brief von Wilhelm Wolff an Fritz Reuter. In: Zeitschrift für Geschichtswissenschaft. Berlin 5 Jg., 1977, S. 1243–1245
- Wilhelm Wolff: Aus Schlesien, Preußen und dem Reich. Ausgewählte Schriften. Dietz Verlag, Berlin 1985